# 昂布罗
昂布罗（法語：Ambrault，法語發音：[ɑ̃bʁo]）是法国安德尔省的一个市镇，位于该省东部，属于伊苏丹区。

## 地理
昂布罗（46°47'5"N, 1°57'33"E）面积25.59 平方千米，位于法国中央-卢瓦尔河谷大区安德尔省，该省份为法国中部省份，北起卢瓦-谢尔省，西北接安德尔-卢瓦尔省，西南接维埃纳省，南至克勒兹省和上维埃纳省，东临谢尔省。
与昂布罗接壤的市镇（或旧市镇、城区）包括：博米耶、马龙、默内-普朗什、圣阿乌、萨谢尔日圣日耳曼、武永。

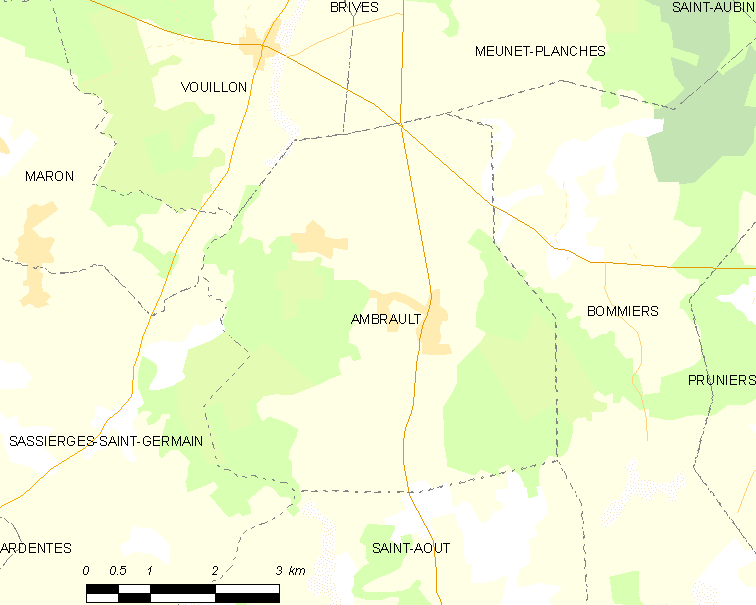
昂布罗的OSM定位图

昂布罗的时区为UTC+01:00、UTC+02:00（夏令时）。

## 行政
昂布罗的邮政编码为36120，INSEE市镇编码为36003。

## 政治
昂布罗所属的省级选区为阿尔当特县。

## 人口

1962-2008年间昂布罗人口变化图示

昂布罗于2022年1月1日时的人口数量为887人。